# Le Petit Prince (série télévisée d'animation)
Pour les articles homonymes, voir Petit Prince (homonymie).
Le Petit Prince est une série télévisée d'animation française de 78 épisodes de 26 minutes, produite par Method Animation et Sony Pictures Home Entertainment en 2010 et 2013 d'après l'œuvre éponyme d'Antoine de Saint-Exupéry.

## Synopsis

### Saisons 1 et 2
Le Petit Prince, le Renard et la Rose vivent désormais ensemble sur l'astéroïde B 612. Un jour, le Serpent tente de séduire la Rose ; mais cette dernière le repousse. Décidé à se venger, le Serpent projette d'éteindre toutes les planètes de l'Univers les unes après les autres. Désormais, seuls le Petit Prince et le Renard sont en mesure d'empêcher le pire.

### Saison 3
La Rose, à la suite d'une vision, se pose des questions sur sa planète d'origine et souhaite la retrouver. Le Petit Prince se met alors en quête de cette planète en laissant Renard prendre soin d'elle et empêcher les baobabs qui ont réussi à s'enraciner sur B612 de trop pousser et de détruire l'astéroïde. Aucun d'eux ne se doutait que ces visions sont une manigance du Serpent pour éloigner le Petit Prince et inciter ses deux amis à lui subtiliser son carnet. Son plan une fois accompli, il peut à nouveau semer le chaos dans la galaxie en entrechoquant toutes les planètes et en mêlant les habitants. 
Le Petit Prince, avec l'aide de ses nouveaux compagnons le Chasseur, le Géographe, le Roi et le Businessman, va à nouveau se mettre en chasse du Serpent et tenter de retrouver la Planète des Roses.

## Distribution

### Personnages principaux
- Gabriel Bismuth-Bienaimé : le Petit Prince
- Franck Capillery : le Renard
- Marie Gillain (saisons 1 et 2), puis Céline Melloul (saison 3) : la Rose
- Guillaume Gallienne : le Serpent

### Personnages récurrents (saison 3)
- Marc Saez : le Chasseur (épisodes 4, 11, 17, 20 et 25)
- Tony Jourdier : le Géographe (épisodes 5, 6, 10, 12, 15, 16, 18 et 24)
- Damien Ferrette : le Roi (épisodes 5, 7, 9, 13, 14, 19, 22, 24, 25 et 26)
- Martial Le Minoux : le Businessman (épisodes 8, 21, 23, 24, 25 et 26)

### Version française
- Société de doublage : Audi'Art[1],[2]
- Direction artistique : Coco Noël
- Adaptation des dialogues : Marianne Rabineau

### Personnages
Tout au long de ses aventures, le Petit Prince a été amené à secourir bon nombre de planètes de l'influence du Serpent et ainsi, à se faire de nouveaux amis.
Dans sa nouvelle quête, le Petit Prince reçoit des appels à l'aide des habitants de sa galaxie. La nouvelle stratégie du Serpent est d'apporter un morceau ou un être d'une planète sur une autre, ce qui a tendance à provoquer des catastrophes.

## Épisodes

### Saisons 1 et 2
1. B546     La Planète du Temps (Part 1)
2. B546     La Planète du Temps (Part 2)
3. B311     La Planète de l'Oiseau de Feu (Part 1)
4. B311     La Planète de l'Oiseau de Feu (Part 2)
5. B222     La Planète des Éoliens (Part 1)
6. B222     La Planète des Éoliens (Part 2)
7. B678     La Planète de la Musique (Part 1)
8. B678     La Planète de la Musique (Part 2)
9. D455     La Planète de l'Astronome (Part 1)
10. D455     La Planète de l'Astronome (Part 2)
11. B356     La Planète de Jade (Part 1)
12. B356     La Planète de Jade (Part 2)
13. B370     La Planète des Globus (Part 1)
14. B370     La Planète des Globus (Part 2)
15. D333     La Planète des Amicopes (Part 1)
16. D333     La Planète des Amicopes (Part 2)
17. D444     La Planète de Géhom (Part 1)
18. D444     La Planète de Géhom (Part 2)
19. W5613    La Planète de Wagonautes (Part 1)
20. W5613    La Planète de Wagonautes (Part 2)
21. J603     La Planète du Bubble Gob (Part 1)
22. J603     La Planète du Bubble Gob (Part 2)
23. J603     La Planète du Bubble Gob (Part 3)
24. B723     La Planète des Carapodes (Part 1)
25. B723     La Planète des Carapodes (Part 2)
26. B782     La Planète du Géant (Part 1)
27. B782     La Planète du Géant (Part 2)
28. B743     La Planète du Ludokaa (Part 1)
29. B743     La Planète du Ludokaa (Part 2)
30. H108     La Planète des Lacrimavoras (Part 1)
31. H108     La Planète des Lacrimavoras (Part 2)
32. C669     La Planète de Coppelius (Part 1)
33. C669     La Planète de Coppelius (Part 2)
34. C0101    La Planète des Okidiens (Part 1)
35. C0101    La Planète des Okidiens (Part 2)
36. A42692   La Planète des Libris (Part 1)
37. A42692   La Planète des Libris (Part 2)
38. C333     La Planète des Cublix (Part 1)
39. C333     La Planète des Cublix (Part 2)
40. D555     La Planète d'Ashkabaar (Part 1)
41. D555     La Planète d'Ashkabaar (Part 2)
42. X442     La Planète du Gargand (Part 1)
43. X442     La Planète du Gargand (Part 2)
44. X442     La Planète du Gargand (Part 3)
45. B901     La Planète du Grand Bouffon (Part 1)
46. B901     La Planète du Grand Bouffon (Part 2)
47. Z222     La Planète des Bamalias (Part 1)
48. Z222     La Planète des Bamalias (Part 2)
49. Z222     La Planète des Bamalias (Part 3)
50. X000     La Planète du Serpent (Part 1)
51. X000     La Planète du Serpent (Part 2)
52. X000     La Planète du Serpent (Part 3)

### Saison 3
1. B325             La Nouvelle Mission (Part 1) [4]
2. B325, B330, B505 La Nouvelle Mission (Part 2)
3. B505             La Nouvelle Mission (Part 3)
4. C669 > B901      La Planète du Grelon (Part 1)
5. C669 > B901      La Planète du Grelon (Part 2)
6. D333 > C669      La Planète de l'Oracle (Part 1)
7. D333 > C669      La Planète de l'Oracle (Part 2)
8. D0101 > B743     La Planète des Larmes de Cristal (Part 1)
9. D0101 > B743     La Planète des Larmes de Cristal (Part 2)
10. X000 > B222      La Planète des Nymphalides (Part 1)
11. X000 > B222      La Planète des Nymphalides (Part 2)
12. B311 > D555      La Planète de l'Oiseau de Glace (Part 1)
13. B311 > D555      La Planète de l'Oiseau de Glace (Part 2)
14. D455 > W5613     La Planète des Astrowagonautes (Part 1)
15. D455 > W5613     La Planète des Astrowagonautes (Part 2)
16. D0101 > B782     La Planète de la Comète Géante (Part 1)
17. D0101 > B782     La Planète de la Comète Géante (Part 2)
18. C333 > X422      La Planète du Garglux (Part 1)
19. C333 > X422      La Planète du Garglux (Part 2)
20. J603 > B723      La Planète du Creusivor (Part 1)
21. J603 > B723      La Planète du Creusivor (Part 2)
22. Z222 > B356      La Planète de l'arbre à nuage (Part 1)
23. Z222 > B356      La Planète de l'arbre à nuage (Part 2)
24. A000             La Planète de la Rose (Part 1)
25. A000             La Planète de la Rose (Part 2)
26. A000             La Planète de la Rose (Part 3)

## Épisodes (alternatif)
Télé Québec a diffusé les trois premières saisons en 2015, mettant en ligne les épisodes sur sa zone vidéo selon la numérotation suivante.
| N° | Titre complet                                       | Planète(s)       | Titre                            | Partie |
| -- | --------------------------------------------------- | ---------------- | -------------------------------- | ------ |
| 1  | B546 La Planète du Temps (1/2)                      | B546             | La Planète du Temps              | 1/2    |
| 2  | B546 La Planète du Temps (2/2)                      | B546             | La Planète du Temps              | 2/2    |
| 3  | B311 La Planète de l'oiseau de feu (1/2)            | B311             | La Planète de l'oiseau de feu    | 1/2    |
| 4  | B311 La Planète de l'oiseau de feu (2/2)            | B311             | La Planète de l'oiseau de feu    | 2/2    |
| 5  | B222 La Planète des Éoliens (1/2)                   | B222             | La Planète des Éoliens           | 1/2    |
| 6  | B222 La Planète des Éoliens (2/2)                   | B222             | La Planète des Éoliens           | 2/2    |
| 7  | B678 La Planète de la Musique (1/2)                 | B678             | La Planète de la Musique         | 1/2    |
| 8  | B678 La Planète de la Musique (2/2)                 | B678             | La Planète de la Musique         | 2/2    |
| 9  | B356 La Planète de Jade (1/2)                       | B356             | La Planète de Jade               | 1/2    |
| 10 | B356 La Planète de Jade (2/2)                       | B356             | La Planète de Jade               | 2/2    |
| 11 | D455 La Planète de l'Astronome (1/2)                | D455             | La Planète de l'Astronome        | 1/2    |
| 12 | D455 La Planète de l'astronome (2/2)                | D455             | La Planète de l'astronome        | 2/2    |
| 13 | B370 La Planète des Globus (1/2)                    | B370             | La Planète des Globus            | 1/2    |
| 14 | B370 La Planète des Globus (2/2)                    | B370             | La Planète des Globus            | 2/2    |
| 15 | D444 La Planète de Géhom (1/2)                      | D444             | La Planète de Géhom              | 1/2    |
| 16 | D444 La Planète de Géhom (2/2)                      | D444             | La Planète de Géhom              | 2/2    |
| 17 | D333 La Planète des Amicopes (1/2)                  | D333             | La Planète des Amicopes          | 1/2    |
| 18 | D333 La Planète des Amicopes (2/2)                  | D333             | La Planète des Amicopes          | 2/2    |
| 19 | J603 La Planète du Bubble Gob (1/3)                 | J603             | La Planète du Bubble Gob         | 1/3    |
| 20 | J603 La Planète du Bubble Gob (2/3)                 | J603             | La Planète du Bubble Gob         | 2/3    |
| 21 | J603 La Planète du Bubble Gob (3/3)                 | J603             | La Planète du Bubble Gob         | 3/3    |
| 22 | W5613 La Planète des Wagonautes (1/2)               | W5613            | La Planète des Wagonautes        | 1/2    |
| 23 | W5613 La Planète des Wagonautes (2/2)               | W5613            | La Planète des Wagonautes        | 2/2    |
| 24 | B723 La Planète des Carapodes (1/2)                 | B723             | La Planète des Carapodes         | 1/2    |
| 25 | B723 La Planète des Carapodes (2/2)                 | B723             | La Planète des Carapodes         | 2/2    |
| 26 | A42692 La Planète des Libris (1/2)                  | A42692           | La Planète des Libris            | 1/2    |
| 27 | A42692 La Planète des Libris (2/2)                  | A42692           | La Planète des Libris            | 2/2    |
| 28 | B782 La Planète du Géant (1/2)                      | B782             | La Planète du Géant              | 1/2    |
| 29 | B782 La Planète du Géant (2/2)                      | B782             | La Planète du Géant              | 2/2    |
| 30 | B743 La Planète du Ludokaa (1/2)                    | B743             | La Planète du Ludokaa            | 1/2    |
| 31 | B743 La Planète du Ludokaa (2/2)                    | B743             | La Planète du Ludokaa            | 2/2    |
| 32 | X442 La Planète du Gargand (1/3)                    | X442             | La Planète du Gargand            | 1/3    |
| 33 | X442 La Planète du Gargand (2/3)                    | X442             | La Planète du Gargand            | 2/3    |
| 34 | X442 La Planète du Gargand (3/3)                    | X442             | La Planète du Gargand            | 3/3    |
| 35 | C333 La Planète des Cublix (1/2)                    | C333             | La Planète des Cublix            | 1/2    |
| 36 | C333 La Planète des Cublix (2/2)                    | C333             | La Planète des Cublix            | 2/2    |
| 37 | H108 La Planète des Lacrimavoras (1/2)              | H108             | La Planète des Lacrimavoras      | 1/2    |
| 38 | H108 La Planète des Lacrimavoras (2/2)              | H108             | La Planète des Lacrimavoras      | 2/2    |
| 39 | C669 La Planète de Coppelius (1/2)                  | C669             | La Planète de Coppelius          | 1/2    |
| 40 | C669 La Planète de Coppelius (2/2)                  | C669             | La Planète de Coppelius          | 2/2    |
| 41 | Z222 La Planète des Bamalias (1/3)                  | Z222             | La Planète des Bamalias          | 1/3    |
| 42 | Z222 La Planète des Bamalias (2/3)                  | Z222             | La Planète des Bamalias          | 2/3    |
| 43 | Z222 La Planète des Bamalias (3/3)                  | Z222             | La Planète des Bamalias          | 3/3    |
| 44 | B901 La Planète du Grand Bouffon (1/2)              | B901             | La Planète du Grand Bouffon      | 1/2    |
| 45 | B901 La Planète du Grand Bouffon (2/2)              | B901             | La Planète du Grand Bouffon      | 2/2    |
| 46 | D555 La Planète d'Ashkabaar (1/2)                   | D555             | La Planète d'Ashkabaar           | 1/2    |
| 47 | D555 La Planète d'Ashkabaar (2/2)                   | D555             | La Planète d'Ashkabaar           | 2/2    |
| 48 | X000 La Planète du Serpent (1/3)                    | X000             | La Planète du Serpent            | 1/3    |
| 49 | X000 La Planète du Serpent (2/3)                    | X000             | La Planète du Serpent            | 2/3    |
| 50 | X000 La Planète du Serpent (3/3)                    | X000             | La Planète du Serpent            | 3/3    |
| 51 | C0101 La Planète des Okidiens (1/2)                 | C0101            | La Planète des Okidiens          | 1/2    |
| 52 | C0101 La Planète des Okidiens (2/2)                 | C0101            | La Planète des Okidiens          | 2/2    |
| 53 | B325 La Nouvelle Mission (1/3)                      | B325             | La Nouvelle Mission              | 1/3    |
| 54 | B325, B330, B505 La Nouvelle Mission (2/3)          | B325, B330, B505 | La Nouvelle Mission              | 2/3    |
| 55 | B505 La Nouvelle Mission (3/3)                      | B505             | La Nouvelle Mission              | 3/3    |
| 56 | C669 > B901 La Planète du Grelon (1/2)              | C669 > B901      | La Planète du Grelon             | 1/2    |
| 57 | C669 > B901 La Planète du Grelon (2/2)              | C669 > B901      | La Planète du Grelon             | 2/2    |
| 58 | D333 > C669 La Planète de l'Oracle (1/2)            | D333 > C669      | La Planète de l'Oracle           | 1/2    |
| 59 | D333 > C669 La Planète de l'Oracle (2/2)            | D333 > C669      | La Planète de l'Oracle           | 2/2    |
| 60 | D0101 > B743 La Planète des Larmes de Cristal (1/2) | D0101 > B743     | La Planète des Larmes de Cristal | 1/2    |
| 61 | D0101 > B743 La Planète des Larmes de Cristal (2/2) | D0101 > B743     | La Planète des Larmes de Cristal | 2/2    |
| 62 | X000 > B222 La Planète des Nymphalides (1/2)        | X000 > B222      | La Planète des Nymphalides       | 1/2    |
| 63 | X000 > B222 La Planète des Nymphalides (2/2)        | X000 > B222      | La Planète des Nymphalides       | 2/2    |
| 64 | B311 > D555 La Planète de l'Oiseau de glace (1/2)   | B311 > D555      | La Planète de l'Oiseau de glace  | 1/2    |
| 65 | B311 > D555 La Planète de l'Oiseau de glace (2/2)   | B311 > D555      | La Planète de l'Oiseau de glace  | 2/2    |
| 66 | D455 > W5613 La Planète des Astrowagonautes (1/2)   | D455 > W5613     | La Planète des Astrowagonautes   | 1/2    |
| 67 | D455 > W5613 La Planète des Astrowagonautes (2/2)   | D455 > W5613     | La Planète des Astrowagonautes   | 2/2    |
| 68 | D0101 > B782 La Planète de la Comète Géante (1/2)   | D0101 > B782     | La Planète de la Comète Géante   | 1/2    |
| 69 | D0101 > B782 La Planète de la Comète Géante (2/2)   | D0101 > B782     | La Planète de la Comète Géante   | 2/2    |
| 70 | C333 > X442 La Planète du Garglux (1/2)             | C333 > X442      | La Planète du Garglux            | 1/2    |
| 71 | C333 > X442 La Planète du Garglux (2/2)             | C333 > X442      | La Planète du Garglux            | 2/2    |
| 72 | J603 > B723 La Planète du Creusivor (1/2)           | J603 > B723      | La Planète du Creusivor          | 1/2    |
| 73 | J603 > B723 La Planète du Creusivor (2/2)           | J603 > B723      | La Planète du Creusivor          | 2/2    |
| 74 | Z222 > B356 La Planète de l'arbre à nuages (1/2)    | Z222 > B356      | La Planète de l'arbre à nuages   | 1/2    |
| 75 | Z222 > B356 La Planète de l'arbre à nuages (2/2)    | Z222 > B356      | La Planète de l'arbre à nuages   | 2/2    |
| 76 | A000 La Planète de la Rose (1/3)                    | A000             | La Planète de la Rose            | 1/3    |
| 77 | A000 La Planète de la Rose (2/3)                    | A000             | La Planète de la Rose            | 2/3    |
| 78 | A000 La Planète de la Rose (3/3)                    | A000             | La Planète de la Rose            | 3/3    |

## Musique
- Le générique De Planète en Planète est interprété par Yannick Noah
- La musique a été composée, orchestrée et dirigée par Frédéric Talgorn et interprétée par l'Orchestre symphonique de la WDR de Cologne
- Un CD de la Bande Originale de la série est sorti en 2011:

## Commentaires
Des erreurs se sont glissées dans le titre de certains épisodes :
- Dans la saison 2, la Planète des Okidiens est désignée par le matricule C0101 alors que sur la porte y donnant accès, il est inscrit D0101. Cette erreur est rectifiée dans la saison 3.
- Dans la saison 3, les matricules de planètes du Chasseur (épisode 1) et du Roi (épisode 3) ont été inversés. La planète du Chasseur est B505 et la planète du Roi est B325 (comme renseignée dans l’œuvre de Saint-Exupéry)[5].